# (35616) 1998 HN148
1998 HN148 (asteroide 35616) é um asteroide da cintura principal. Possui uma excentricidade de 0.09554330 e uma inclinação de 2.02177º.
Este asteroide foi descoberto no dia 25 de abril de 1998 por Eric Walter Elst em La Silla.